# Crinipus leucozonipus
Crinipus leucozonipus is een vlinder uit de familie wespvlinders (Sesiidae), onderfamilie Sesiinae.
Crinipus leucozonipus is voor het eerst wetenschappelijk beschreven door Hampson in 1896. De soort komt voor in het Afrotropisch gebieden het  Oriëntaals gebied.